# Omikron Capricorni
Omikron Capricorni (ο Capricorni, förkortat Omikron Cap, ο Cap) som är stjärnans Bayerbeteckning, är en dubbelstjärna belägen i den västra delen av stjärnbilden Stenbocken. Den har en skenbar magnitud på 5,94 och är svagt synlig för blotta ögat där ljusföroreningar ej förekommer. Baserat på parallaxmätning inom Hipparcosuppdraget på ca 15,1 mas, beräknas den befinna sig på ett avstånd av ca 220 ljusår (ca 70 parsek) från solen. Stora men osäkra avvikelser i parallaxmätningarna från Hipparcos kan indirekt tyda på att det finns en tredje osynlig följeslagare i konstellationen.

## Egenskaper
Primarstjärnan Omikron Capricorni A, ibland även kallad ο1 Capricorni, är en blå till vit stjärna i huvudserien av spektralklass A1 V. Den har en massa som är omkring dubbelt så stor som solens massa och utsänder från dess fotosfär ca 18,6 gånger mera energi än solen vid en effektiv temperatur på ca 10 500 K.
Följeslagaren Omikron Capricorni B eller ο2 Capricorni, är en huvudseriestjärna av spektralklass A och har en skenbar magnitud på +6,74. De två stjärnorna är för närvarande (2017) separerade med 21,91 bågsekunder, vilket motsvarar en projicerad separation på ca 2 100 AE. Vid den beräknade åldern på ca 118 miljoner år roterar båda komponenterna snabbt: Omikron Capricorni A har en projicerad rotationshastighet på 276 km/s, medan Omikron Capricorni B roterar med 136 km/s.